# Eurodryas glaciegenita
Eurodryas glaciegenita är en fjärilsart som beskrevs av Ruggero Verity 1928. Eurodryas glaciegenita ingår i släktet Eurodryas och familjen praktfjärilar. Inga underarter finns listade i Catalogue of Life.